# アトランティス (TNTのアルバム)
『アトランティス』（Atlantis）は、ノルウェーのバンド、TNTが2008年に発表した11作目のスタジオ・アルバム。

## 解説
トニー・ミルズ在籍時としては2作目のアルバムに当たる。なお、ミルズは本作に先がけてソロ・アルバム『Vital Designs』（2008年）をリリースし、元ブラック・サバスのジェフ・ニコルズらを含むバンドと共に、ノルウェーでソロ公演も行った。本作のミキシングは、過去にプリティ・メイズ、ハロウィン、ヨルン等の作品を手がけてきたトミー・ハンセンによる。
ノルウェーでは2008年第40週のアルバム・チャートで初登場14位となり、2週連続でトップ40入りした。ジェイソン・リッチーは「Get  Ready to ROCK!」のレビューにおいて「『ニュー・レリジョン』や『トランジスター』のようなサウンドを求める人々は失望するかもしれないが、バンドの音楽性が幾分新しい道へ進むことを許容できるファンなら楽しめるだろう。また、トニー・ミルズはここで、キャリアの中でも特にメロディックなボーカルを披露しており、彼の長年のファンであれば、それだけでも必携のアルバムである」と評している。

## 収録曲
特記なき楽曲はロニー・ル・テクロ作。
1. ハロー、ハロー "Hello, Hello" (Tony Mills, Ronni Le Tekrø, HP Gundersen, Erland Hvalby) - 4:09
2. ピーター・セラーズ・ブルース "Peter Sellers Blues" (T. Mills, R. L. Tekrø) - 4:46
3. ベイビーズ・ガット・リズム "Baby's Got Rhythm" (R. L. Tekrø, E. Hvalby, Jon Johannsen, Kjartan Hesthagen) - 3:38
4. タンゴ・ガール "Tango Girl" - 4:08
5. ミー・アンド・ダッド "Me and Dad" - 7:51
6. アトランティス "Atlantis" (T. Mills, R. L. Tekrø, Diesel Dahl) - 4:08
7. ザ・テイスト・オヴ・ハニー "The Taste of Honey" - 3:41
8. ボトル・オヴ・ワイン "Bottle of Wine" (R. L. Tekrø, E. Hvalby, J. Johannsen) - 3:17
9. ミッシング・カインド "The Missing Kind" - 4:06
10. ラヴ・オヴ・マイ・ライフ "Love of My Life" (T. Mills, R. L. Tekrø) - 3:14
11. ハド・イット、ロスト・イット、ファウンド・イット "Had It, Lost It, Found It" (T. Mills, R. L. Tekrø, D. Dahl) - 4:57

### 日本盤ボーナス・トラック
1. ジューン（ライヴ） "June (Live '07)" (T. Mills, R. L. Tekrø) - 3:56

### ドイツ盤ボーナス・トラック
1. "Substitute (Live '07)" (T. Mills, R. L. Tekrø, D. Dahl) - 2:47

## 参加ミュージシャン
- トニー・ミルズ - ボーカル
- ロニー・ル・テクロ - ギター、バッキング・ボーカル
- ヴィクター・ボルグ - ベース、バッキング・ボーカル
- ディーゼル・ダール - ドラムス

アディショナル・ミュージシャン
- Erland Hvalby - シンセサイザー(on #1)、カスタネット(on #4)
- HPグンナシェン - ピアノ(on #3, #11)、バッキング・ボーカル(on #4)
- Tony Capuso - オルガン(on #3)
- Jon Johannsen - アディショナル・ギター(on #3)
- Markus Klyve - キーボード(on #4, #7, #9)
- Mari Persen - ヴァイオリン、ストリングス・アレンジ(on #7)
- Heidi Ruud & Renate Helland - バッキング・ボーカル(on #8)